# Neuromancer (videogioco)
Neuromancer è un videogioco di avventura grafica basato sul romanzo Neuromante di William Gibson, prodotto e pubblicato dalla Interplay nel 1988-1989 per i computer Amiga, Apple II, Apple IIGS, Commodore 64 e MS-DOS. Il giocatore guida un personaggio dal nome non predefinito, che rimpiazza il ruolo del protagonista del libro Case come Cowboy del cyberspazio (eufemismo per hacker), e incontrerà alcuni dei personaggi e dei luoghi già presenti nel libro, a partire da Chiba City, l'ambientazione principale. Neuromancer ottenne molte recensioni positive dalla stampa dell'epoca, tra cui una "medaglia d'oro" da Zzap! 30, soprattutto per l'originalità e l'interesse della trama.

## Trama
Il gioco si svolge nel Giappone del 2058, estremamente urbanizzato e tecnologico. Molte persone hanno parti del corpo bioniche ed è possibile vendere i propri organi alle body bank. Il mondo è controllato da una rete di computer che comunicano attraverso il ciberspazio, dove le entità sono rappresentate come forme geometriche fluttuanti sopra una griglia luminosa. L'accesso al ciberspazio è riservato, ma sono molti gli hacker che vi si collegano tramite terminali di collegamento cerebrale chiamati cyberdeck, lottando contro i sistemi di difesa: le Intelligenze Artificiali e il recente "Ghiaccio" (ICE - Intrusion Countermeasure Electronics). Avere la peggio in uno scontro virtuale può voler dire anche la morte fisica. Nel mondo "reale" invece le transazioni informatiche avvengono tramite terminali di testo PAX e BBS, mentre sono robot poliziotto e giudici elettronici ad amministrare la giustizia.
Il personaggio del giocatore, inizialmente squattrinato e già nei guai con la legge, deve indagare sulle misteriose sparizioni di altri cowboy, tra cui vecchi amici, sfruttando la sofisticata attrezzatura da hacker per penetrare in database dislocati nel ciberspazio, alla ricerca di informazioni utili.

## Modalità di gioco
La schermata di gioco mostra la scena attuale con prospettiva in terza persona, con sotto il sistema di controllo a icone e una finestra dedicata a dettagliate descrizioni testuali in inglese. L'interazione e le conversazioni con gli altri personaggi avvengono tramite menù a scelta multipla e fumetti direttamente sulla scena. Il gioco offre la possibilità di aggirarsi per Chiba City, Freeside e Zion Cluster, esplorando a piedi un labirinto di schermate interconnesse, e di collegarsi a terminali di computer o al ciberspazio. 
Il fulcro del gioco è costituito da tre fattori: le attrezzature, i software e gli skill chip, che necessitano tuttavia di denaro per essere acquisiti. Il modo più rapido per guadagnare crediti è la vendita degli organi nel Body Shop, a spese tuttavia della Costituzione massima, cioè della quantità di danni che si può subire senza morire. Esistono due tipi di attrezzature: quelle che consentono l'accesso ai database solo via Comlink e quelle che consentono l'accesso diretto al cyberspazio, queste ultime sono più costose. I software hanno le funzioni più svariate, e sono necessari sia per ottenere aiuto nell'esplorazione del cyberspazio sia per affrontare le ICE, i programmi che proteggono i database. Infine, gli skill chip sono innesti bionici che rendono disponibili alcune abilità utili al giocatore nell'esplorazione e in altre fasi, come i combattimenti mentali contro le Intelligenze Artificiali.
Il tema principale del gioco è la canzone Some things never change dei Devo.